# Franz Röhrer
Franz Röhrer (* 23. Februar 1937 in Gräfenroda) ist ein ehemaliger deutscher Fußballspieler. Von 1961 bis 1963 spielte er für den SC Motor Jena in der DDR-Oberliga, der höchsten Spielklasse im DDR-Fußball. Mit dem SC Motor wurde er 1963 DDR-Meister.

## Sportliche Laufbahn
Zur Saison 1961/62 wechselte Franz Röhrer vom viertklassigen Bezirksligisten BSG Chemie Jena in die DDR-Oberliga zum aktuellen DDR-Pokalsieger SC Motor Jena. In dieser Saison wurde der DDR-Fußball vom Kalenderjahr-Rhythmus auf die Sommer-Frühjahr-Spielzeit umgestellt, sodass die Oberliga vom Februar 1961 bis Juni 1962 über 39 Runden ausgetragen wurde. Trainer Georg Buschner setzte Röhrer erstmals am 8. Spieltag als Stürmer ein. Nach längerer Pause kam Röhrer erst am 19. Spieltag wieder zum Einsatz und bestritt bis zum Saisonende weitere 14 Punktspiele. Stets im Angriff eingesetzt kam er auf fünf Tore. In den sechs Spielen im Europapokal der Pokalsieger 1961/62, die den SC Motor bis in das Halbfinale brachten, wurde Röhrer in den jeweils zwei Begegnungen der 1. Runde und des Viertelfinales aufgeboten, wobei ihm beim Sieg im Viertelfinalrückspiel über den portugiesischen Vertreter Leixões SC das Tor zum 3:1-Endstand gelang. Im Stammaufgebot für die Spielzeit 1962/63 wurde Röhrer zwar vorgesehen, tatsächlich kam er zwischen dem 5. und dem letzten 26. Spieltag nur fünfmal in der Oberliga zum Einsatz, erzielte aber noch drei Tore. Für die Saison 1963/64 stand er wieder im Oberligaaufgebot, kam aber nicht zum Einsatz. Anschließend wurde er zur BSG Motor Zeiss Jena in die Bezirksliga (nun drittklassig) ausdelegiert. Dort bestritt er bis 1967 drei Spielzeiten. Während der Saison 1965/66 wurde die BSG als 2. Mannschaft in den neu gegründeten FC Carl Zeiss Jena eingegliedert, und 1966/67 gelang den FC Carl Zeiss II der Aufstieg in die DDR-Liga. Röhrer nahm jedoch zum Saisonschluss seinen Abschied aus dem höherklassigen Fußball.